# Caleschara
Caleschara is een mosdiertjesgeslacht uit de  familie van de Calescharidae en de orde Cheilostomatida.  De wetenschappelijke naam ervan werd in 1880 voor het eerst geldig gepubliceerd door MacGillivray.

## Soorten
- Caleschara denticulata (MacGillivray, 1869)
- Caleschara junctifera Canu & Bassler, 1929
- Caleschara lithconis Cook & Bock, 2001  †
- Caleschara mexicana Osburn, 1950
- Caleschara minuta (Maplestone, 1909)
- Caleschara parva Maplestone, 1900  †
- Caleschara squamosa (Meunier & Pergens, 1886)  †

Niet geaccepteerde soorten:
- Caleschara laxa Canu & Bassler, 1929 → Caleschara minuta (Maplestone, 1909)
- Caleschara levinseni Harmer, 1926 → Caleschara minuta (Maplestone, 1909)